# プリパラ
『プリパラ』（PriPara）は、タカラトミーアーツとシンソフィアが共同開発した日本のトレーディングカードアーケードゲーム。『プリティーシリーズ』の第2作である。
稼働時期は2014年7月から2018年4月まで、ならびに2019年10月から2022年2月までとなっている。2017年4月のリニューアルから2018年4月までは『アイドルタイムプリパラ』、2019年10月から2022年2月までは『プリパラ オールアイドルシリーズ』とタイトルが変更されている。

## 概要
タカラトミーアーツが開発したトレーディングカードアーケードゲーム用筐体・プリチケのローンチタイトルとして『ブキガミ』と同時に2014年7月10日より稼働を開始した。
2010年7月に稼働を開始した『プリティーリズム』の要素を継承しており、『プリティーリズム』と同様にタカラトミーアーツとシンソフィアの共同開発となっている。『プリティーリズム』ではゲームが先行して稼働していたが、本作ではアニメの放送開始と同時期にゲームの稼働を開始している。また、テレビ東京と系列局、BSジャパンではアニメの放送前に6月21日と28日の2回にわたって特別番組『特別開校！ プリパラスクール』が放送された。
本作ではアニメ版にイメージを近づけるため、キャラクターのグラフィックがアニメ調のデザインに変更されている。
2017年4月1日より『アイドルタイムプリパラ』シリーズにリニューアルし、筐体が一旦稼働終了するまではこの呼称が使われていた。タイム7弾（通算22期）を最終弾とし、2018年4月19日よりシリーズ第3作『キラッとプリ☆チャン』へ移行したが（プリズムストーン原宿のみ継続稼働）、2019年10月17日より『プリパラ オールアイドルシリーズ』として再稼働することが発表された。
ゲームと並行して、テレビアニメなどのメディアミックスも展開された（後述）。一旦稼働終了と共にメディアミックスの展開は終了したが、一部キャラクターは『プリティーリズム』のキャラクターを含め『プリティーオールフレンズ』として新たにグッズ展開が行われている。また、エイベックス・ピクチャーズ主催によるテレビアニメのライブイベントでは新曲の発表が継続しているほか、2019年6月にはアニメ放送5周年を記念したプロジェクトの始動が発表された。
2022年1月20日、『オールアイドルシリーズ』を同年2月28日より順次稼働終了させることを発表、通算6年2ヶ月にわたるアーケードゲームとしての歴史に幕を閉じる（プリズムストーン各店舗では継続稼働）。以降の『プリパラ』のIP展開はスマートフォンアプリである『アイドルランドプリパラ』へと移行され、アプリ配信に先駆けて同名のWebアニメが2021年より配信されている。
2024年3月6日、タカラトミーアーツがプリズムストーンで稼働していたアーケード版『プリパラ』について、店頭カード在庫がなくなり次第順次稼働を終了させることを発表した。
その後、現在稼働しているプリズムストーンの各店舗にあるプリパラ筐体の店頭カードが無くなった店舗から順次稼働は終了し、2024年3月24日をもって、最終的にはプリズムストーン東京駅店にあるプリパラ筐体の店頭カードが全て完売し、約9年9ヶ月の歴史に幕を閉じた。

## ゲームシステム
ゲーム機概要
筐体のオンデマンド印刷機能を利用し、筐体の上部に取り付けられたカメラで撮影したプレイヤーの顔写真入りカードが作成可能。マルチスキャナ部分は読み取り方法が2種類あり、前作『プリティーリズム』より多機能化し、対応したおもちゃ、グッズやニンテンドー3DS用ソフト『きらきらマイ☆デザイン』のQRコード等の読み取りを可能にしている。なお『プリティーリズム』のプリズムストーン（トップス・ボトムス・シューズのみ）も対応していたが、2015 3rdライブを以て終了した。
プリチケについて
『プリパラ』ではゲーム終了後にゲーム内で使用したコーディネートを着用したキャラクターとQRコード、プレイヤーの顔写真を印刷したチケット（プリチケ）がプリントアウトされる仕様になっている。前者の「マイチケ」と後者の「トモチケ」部分は切り離し可能で、他のプレイヤーと交換した「トモチケ」を筐体に読み取らせることによりそのプレイヤーが使用しているキャラクターがチームメンバーとして登場する。
コーデ属性の種類について
カテゴリはラブリー・ポップ・クール・プレミアムの4種類に再編され、2015シリーズからはナチュラルとセレブが加わり6種類で編成。『プリティーリズム』のプリズムストーンをプリチケに変換した場合、フェミニンはラブリー、エスニックはポップ、セクシーはクールにそれぞれ統合され、スターとサプライズは全てプレミアムとして扱われる仕様。各カテゴリのイメージカラーはラブリーがピンク、ポップはブルー、クールはパープル、ナチュラルはグリーン、セレブはイエロー、プレミアムはシルバーとなっている。
流用筐体「プリパラ　ライト」の登場
2014年10月9日より、既存の「プリパラ」筐体に加え、写真撮影・イヤホンジャック・プリパス通信機能・プリズムストーン交換を削減した『プリパラ ライト』の稼働を開始した。プリパラライトは「ブキガミ」をはじめとした「プリチケ筐体」をプリパラに改造した流用筐体である。
「神アイドルシリーズ」の変更点
2016年4月稼働の「神1弾」よりゲームシステムをリニューアル。ライブゲームのプレイ画面が変更。自分と違うマネージャーのコーデも使用できるようになり、同じマネージャーを揃えることによりマネージャーボーナスが発生。いいねが大幅にアップし、最新弾コーデはボーナスが付く。スターランクアップ機能は終了（神シリーズ以降のプリチケから表記が無くなる）。新アイドルランク「エボリューションアイドル」が解放。アンコールゲームとしてライブ終了後ランダムで「神チャレンジライブ」に挑戦できる（ドリームシアターでは発生しない）。ヘアアクセはマイチケとしてプリント。連続購入時はガチャチケからマイキャラのトモチケに変更、ライブであそぶやプリチケをかうモードではキャラトモチケとなる。
「アイドルタイムプリパラ」の変更点
2017年4月稼働の「タイム1弾」よりゲームタイトルを「アイドルタイムプリパラ」に変更。ゲームシステムをバージョンアップ。アンコールゲームがリニューアルされる。ゲームプレイで獲得できるコインを使用して解禁する「コインショッピング」システム、トモチケスタンプ、ペアモード、エスコートなど新要素も追加された。タイム5弾の12月28日からは、男プリモードも登場する。
「オールアイドルシリーズ」の変更点
『キラッとプリ☆チャン』のフォロチケからのマイキャラ作成に対応。3DSシリーズのゲームおよびアイドルウォッチ以外の玩具との連動を廃止。
その他
ゲーム中の「サイリウムチェンジ」の連打パートはバージョンによって随時変更されており「神シリーズ」は赤ボタンのみ、「2015シリーズ」「アイドルタイムシリーズ」は緑、青ボタンも受け付けるようになっているが、一部の大人のプレイヤーによる高速連打器などの機械を使用してボタンを連打するといったプレイが報告されており、タカラトミーアーツでは故障や事故・他のプレイヤーへの迷惑になりかねない事態から公式サイト上で警告を発表している。

## リリース
| 月日                           | 情報 | 追加キャラ                                                                       | 備考                                                                     |
| ------------------------------ | --- | -------------------------------------------------------------------------------- | ------------------------------------------------------------------------ |
| 2014年度                       | |                                                                                  |                                                                          |
| 6月26日                        | カウントダウンロケテストを開始                                                                                     | -                                                                                | -                                                                        |
| 7月10日                        | 『2014 1stライブ』稼動開始                                                                                         | らぁら みれぃ                                                                    | らぁらとみれぃは当初から使用可能                                         |
| 9月4日                         | - | そふぃ                                                                           | -                                                                        |
| 10月2日                        | 『2014 2ndライブ』稼動開始                                                                                         | シオン                                                                           | -                                                                        |
| 10月9日                        | 機能を削減した簡易型の『プリパラ ライト』が稼働開始                                                                | -                                                                                | -                                                                        |
| 11月6日                        | - | ドロシー レオナ                                                                  | -                                                                        |
| 12月4日                        | - | ファルル                                                                         | -                                                                        |
| 1月15日                        | 『2014-2015 3rdライブ』稼動開始                                                                                    | コスモ                                                                           | -                                                                        |
| 3月19日                        | - | 新しいファルル （3月いっぱいまでの期間限定）                                     | -                                                                        |
| 2015年度                       | |                                                                                  |                                                                          |
| 4月2日                         | 『2015 1stライブ』稼働開始                                                                                         | みかん                                                                           | ファルルと新しいファルルが一旦プレイヤーキャラから外される。             |
| 6月4日                         | 『2015 2ndライブ』稼働開始                                                                                         | あろま                                                                           | -                                                                        |
| 7月30日                        | 『2015 3rdライブ』稼働開始                                                                                         | ふわり                                                                           | -                                                                        |
| 8月15日                        | - | ファルル （8月31日までの期間限定）                                               | -                                                                        |
| 9月14日                        | - | みなみみれぃ （9月27日までの期間限定）                                           | -                                                                        |
| 10月1日                        | 『2015 4thライブ 10月 あじみデビュー！プリパラポリスしゅつどう！』稼働開始                                         | あじみ みなみみれぃ                                                              | -                                                                        |
| 11月1日                        | 『2015 4thライブ 11月 ただいま！プリンセス・ファルル！』稼働開始                                                   | ファルル （正式に再追加）                                                        | -                                                                        |
| 11月26日                       | 『2015 5thライブ 12月 ひびきデビュー！ハッピーメリークリスマス！』稼働開始                                         | ひびき                                                                           | -                                                                        |
| 12月26日                       | 『5th ライブ 1月 たいけつ！ふゆのグランプリ！』稼働開始                                                            | -                                                                                | -                                                                        |
| 2016年 1月20日                 | 『6thライブ 2月 サプライズデビュー！めがねぇ&ガァルル！』稼働開始                                                  | めがねぇ                                                                         | -                                                                        |
| 2月14日                        | - | ガァルル                                                                         | -                                                                        |
| 3月8日                         | 『ドリームパレード！』稼働開始                                                                                     | -                                                                                | -                                                                        |
| 神アイドルシリーズ             | |                                                                                  |                                                                          |
| 4月2日                         | 『神1弾 レッツ神チャレンジ！』稼働開始                                                                             | じゅのん                                                                         | -                                                                        |
| 4月28日                        | - | ぴのん                                                                           | -                                                                        |
| 6月2日                         | 『神2弾 かのん・ちょうデビュー！』稼働開始                                                                         | かのん                                                                           | -                                                                        |
| 8月3日                         | 『神3弾 われらガァルマゲドン！』稼働開始                                                                           | -                                                                                | -                                                                        |
| 10月6日                        | 『神4弾 とうじょう！ちり&ペッパー！』稼働開始                                                                      | ちり ジュリィ（10月12日頃から11月1日頃までの期間限定）                           | -                                                                        |
| 11月2日                        | - | ペッパー                                                                         | -                                                                        |
| 12月1日                        | 『神5弾 デビュー！のんと女神ジュリィ！』稼働開始                                                                   | のん                                                                             | -                                                                        |
| 2017年 1月12日                 | - | ジュリィ（正式に再追加、3月31日まで）                                            | -                                                                        |
| 2月2日                         | 『神6弾 神アイドルたんじょう！』稼働開始                                                                           | ジャニス（3月31日まで）                                                          | -                                                                        |
| アイドルタイムプリパラシリーズ | |                                                                                  |                                                                          |
| 2017年 4月1日                  | 『タイム1弾 ゆめかわ！ゆいデビュー！』稼働開始                                                                     | ゆい                                                                             | ジュリィとジャニスが一旦プレイヤーキャラから外される。                   |
| 6月1日                         | 『タイム2弾 ちゃっす！にのとうじょう！』稼働開始                                                                   | にの                                                                             | -                                                                        |
| 8月3日                         | 『タイム3弾 むりです！みちるとガァルマゲドン！』稼働開始                                                           | みちる                                                                           | -                                                                        |
| 10月5日                        | 『タイム4弾 リッチヴィーナス！しゅうかですわ！』稼働開始                                                           | しゅうか ファララ（11月1日から11月14日の期間限定） ジュリィ（11月2日より再登場） | -                                                                        |
| 12月7日                        | 『タイム5弾 いいぜ！ファララ&WITH』稼働開始                                                                        | ファララ（再登場） ジャニス（再登場） はつねミク（タイム5弾のみの期間限定）      | -                                                                        |
| 12月28日                       | - | ショウゴ アサヒ コヨイ                                                           | -                                                                        |
| 2018年 2月1日                  | 『タイム6弾 いっちばーん！ガァララとみあ！』稼働開始                                                               | ガァララ みあ                                                                    | -                                                                        |
| 3月1日                         | 『タイム7弾 ファイナルアイドルタイムライブ!』稼働開始                                                              | -                                                                                | -                                                                        |
| 4月18日                        | 稼働終了、4月19日より稼働開始の『キラッとプリ☆チャン』に引き継がれる。                                             | -                                                                                | -                                                                        |
| オールアイドルシリーズ         | |                                                                                  |                                                                          |
| 2019年 10月5日                 | プリズムストーン店舗で順次先行稼働開始                                                                             | -                                                                                | 10月8日 - 14日の間はメンテナンスのため停止。                             |
| 10月17日                       | 『オールアイドル ライブ1弾』稼働開始                                                                               | -                                                                                | -                                                                        |
| 11月1日                        | 『オールアイドル ライブ2弾』稼働開始                                                                               | -                                                                                | -                                                                        |
| 12月1日                        | 『オールアイドル ライブ3弾』稼働開始                                                                               | -                                                                                | -                                                                        |
| 12月11日                       | フォトチケモードを追加 『フォトチケショップ プリパラコレクション Vol.1』、 『ひみつ×戦士 ファントミラージュ!』追加 | -                                                                                | -                                                                        |
| 2020年 1月1日                  | 『オールアイドル ライブ4弾』稼働開始                                                                               | -                                                                                | -                                                                        |
| 2月1日                         | 『オールアイドル ライブ5弾』稼働開始                                                                               | -                                                                                | -                                                                        |
| 3月1日                         | 『オールアイドル ライブ6弾』稼働開始                                                                               | -                                                                                | -                                                                        |
| 3月17日                        | 『フォトチケショップ プリパラコレクション Vol.2』追加                                                              | -                                                                                | -                                                                        |
| 7月16日                        | 『オールアイドル ライブ7弾』稼働開始                                                                               | -                                                                                | 新型コロナウイルス感染症の流行による緊急事態宣言により遅れての稼働開始。 |
| 9月17日                        | 『オールアイドル ライブ8弾』稼働開始                                                                               | -                                                                                | -                                                                        |
| 11月19日                       | 『オールアイドル ライブ9弾』稼働開始                                                                               | -                                                                                | -                                                                        |
| 2021年 1月21日                 | 『オールアイドル ライブ10弾』稼働開始                                                                              | -                                                                                | -                                                                        |
| 3月18日                        | 『オールアイドル ライブ11弾』稼働開始                                                                              | -                                                                                | -                                                                        |
| 5月20日                        | 『オールアイドル ライブ12弾』稼働開始                                                                              | -                                                                                | 7月22日から復刻大会を再開催。                                            |
| 2022年 2月28日                 | 稼働終了 | -                                                                                |                                                                          |

## キャラクター

### マイキャラ
初回は必ずアニメに登場するキャラクターでのプレイになるが、プレイ終了後に「マイキャラ」をエディットして次回以降のプレイで使用することが可能である。
マイキャラの名前と顔のタイプは最初に決めたもので固定されるが髪型や瞳などの色はランクに応じて追加されていき、中途でも変更可能。また、マイキャラは顔のタイプ別に以下の4人が声を担当している。
- 阿澄佳奈
- 伊藤かな恵
- 大久保瑠美
- 加藤英美里

『オールアイドルシリーズ』よりキラッとプリ☆チャンのボイスに対応するため、以下の2人のボイスが追加された。ただし、語尾ボイスは使用できない。
- 牧野由依
- 斎賀みつき

### プレイキャラクター
マイキャラ以外のキャラも選択可能。トモチケも使用可能。

#### プリパラアイドル
らぁら
声 - 茜屋日海夏
稼働開始当初より使用可能。
みれぃ
声 - 芹澤優
稼働開始当初より使用可能。
みなみみれぃ
声 - 芹澤優
アニメ版における現実世界の姿。
2015 3rdライブ9月14日 - 9月27日「いいんちょうのけいさんがいライブ！」および4thライブ10月「みなみみれぃとなかよしライブ！」クリアで解禁
そふぃ
声 - 久保田未夢
稼働開始時はチームのバックダンサーのみだった。
2014 1stライブ9月「そふぃとなかよしライブ！」クリアで解禁
シオン
声 - 山北早紀
2014 2ndライブ10月「シオンとなかよしライブ！」クリアで解禁
ドロシー
声 - 澁谷梓希
2014 2ndライブ11月「ドロシー&レオナとなかよしライブ！」クリアで解禁
レオナ
声 - 若井友希
2014 2ndライブ11月「ドロシー&レオナとなかよしライブ！」クリアで解禁
ファルル
声 - 赤﨑千夏
2014 2ndライブ12月「ファルルとなかよしライブ！」クリアで解禁
新しいファルル
声 - 赤﨑千夏
アニメ版では「目覚めのファルル」と呼称される姿。
2014-2015 3rdライブ3月19日「かがやき！ネクストアイドルグランプリ」クリアで解禁
ファルル、新しいファルルに関しては2014-2015 3rdライブ終了を以て一旦プレイヤーキャラから外されたが、2015 3rdライブの8月15日から8月31日までおよび2015 4thライブの11月1日から復活（それぞれ「Wファルルさとがえりライブ！」「ファルルとも〜っとなかよしライブ！」クリアで解禁）
コスモ
声 - 山本希望
2014-2015 3rdライブ1月「コスモとなかよしライブ！」クリアで解禁
元は3DS用ゲームソフト『プリティーリズム・レインボーライブ きらきらマイ☆デザイン』のゲストキャラクターで、同作とは性格が少し異なるが、『おしゃれ番長』という通り名は同じである。続編の『プリパラでつかえるおしゃれアイテム1450!』にも登場し、らぁら達のサポートをする。会話によるとプリティーリズムの世界での記憶は残っていないが懐かしい感じがするらしい。
『プリティーリズム・レインボーライブ きらきらマイ☆デザイン』で活かした彼女がデザインした新作コーデも登場する。
みかん
声 - 渡部優衣
2015 1stライブ4月「みかんとなかよしライブ！」クリアで解禁
あろま
声 - 牧野由依
2015 2ndライブ6月「あろまとなかよしライブ！」クリアで解禁
ふわり
声 - 佐藤あずさ
2015 3rdライブ7月「ふわりとなかよしライブ！」クリアで解禁
あじみ
声 - 上田麗奈
2015 4thライブ10月「あじみとなかよしライブ！」クリアで解禁
ひびき
声 - 斎賀みつき
2015 5thライブ12月「ひびきとおちかづきライブ！」クリアで解禁
めがねぇ
声 - 伊藤かな恵
6thライブ「めがねぇとなかよしライブ！」クリアで解禁
1つのユニットに複数呼び出すことが出来る唯一のキャラクターでもある。
ガァルル
声 - 真田アサミ
6thライブ「ガァルルとなかよしライブ！」クリアで解禁
じゅのん
声 - 田中美海
神1弾「レッツ神チャレンジ！」4月2日で解禁
ぴのん
声 - 田中美海
神1弾「レッツ神チャレンジ！」4月28日で解禁
かのん
声 - 田中美海
神2弾「かのん・ちょうデビュー！」6月2日で解禁
ジュリィ
声 - 上田麗奈
神4弾「とうじょう！ちり&ペッパー！」10月12日頃から11月1日頃までの期間限定で解禁
それ以前にも神1弾から、神チャレンジライブでプレイヤーを導く女神として登場していた。その後発売されたロゼットパクトで、ジュルルを成長させてジュリィにすることでトモチケメンバーとして参加させることも出来る様になり、上記の通りプレイヤーキャラクターとしても登場する様になった。
その後、神5弾「デビュー！のんと女神ジュリィ！」神6弾「神アイドルたんじょう！」を経て常時選択可能となったが「アイドルタイムプリパラ」タイム1弾からはプレイヤーキャラクターから外された。2017年のタイム4弾に再登場。
2017年3月2日から3月31日までの期間限定の神アイドルグランプリファイナルでも、フィナーレの場面でジャニスと共にプレイヤーを導く女神として登場する。
ちり
声 - 大森日雅
神4弾「とうじょう！ちり&ペッパー！」10月6日で解禁
セレブタイプのアイドルとして登場。
ペッパー
声 - 山下七海
神4弾「とうじょう！ちり&ペッパー！」11月2日で解禁
のん
声 - 田中美海
神5弾「デビュー！のんと女神ジュリィ！」12月1日で解禁
なお、彼女とかのん・ぴのん・じゅのんは同一人物だが、トモチケを別々に読み込ませ共にライブをする事が可能(いずれかのキャラを使用している場合も)。
ジャニス
声 - 豊崎愛生
神6弾「神アイドルたんじょう！」2月2日で解禁。
「アイドルタイムプリパラ」タイム1段以降プレイヤーキャラクターから外されたが、2017年のタイム5弾に再登場。
2017年3月2日から3月31日までの期間限定の神アイドルグランプリファイナルでも、フィナーレの場面でジュリィと共にプレイヤーを導く女神として登場する。
ゆい
声 - 伊達朱里紗
タイム1弾「ゆめかわ！ゆいデビュー！」4月1日で解禁。
にの
声 - 大地葉
タイム2弾「ちゃっす！にのとうじょう！」6月1日で解禁。
みちる
声 - 山田唯菜
タイム3弾「むりです！みちるとガァルマゲドン！」8月3日で解禁。
しゅうか
声 - 朝日奈丸佳
タイム4弾「リッチヴィーナス!しゅうかですわ!」10月5日で解禁。
ファララ・ア・ラーム
声 - 佐藤あずさ
タイム1弾から、スーパーアイドルタイムでプレイヤーを導く少女として登場。タイム4弾では11月1日から11月14日までの期間限定でプレイキャラとして登場。タイム5弾「いいぜ！ファララ&WITH」12月7日で正式に再追加。
はつねミク
声 - 藤田咲
タイム5弾「いいぜ！ファララ&WITH」限定のプレイキャラ。
ガァララ・ス・リープ
声 - 黒沢ともよ
タイム6弾「いっちばーん！ガァララとみあ！」2月1日で解禁。
みあ
声 - 大久保瑠美
タイム6弾「いっちばーん！ガァララとみあ！」2月1日で解禁。

#### 男プリアイドル
いずれも男プリモードでのみ使用可能。プレイキャラは以下の3人のみであるため、3人の中からセンターを選んでプレイする形となる。
WITH
ダンプリアイドル。タイム3弾のプレミアムコレクションにて登場する他、エスコートでも登場する。タイム5弾12月28日より男プリモード限定のプレイキャラとして登場する。
ショウゴ
声 - 山下誠一郎
タイム4弾からエスコート役として登場。タイム5弾のクリスマスライブでは、楽曲にも参加している（後述）。
アサヒ
声 - 小林竜之
タイム5弾からエスコート役として登場。
コヨイ
声 - 土田玲央
タイム3弾からエスコート役として登場。

### その他のキャラクター
クマ
声 - 鈴木千尋
プレイヤーの案内役として登場する。
スカウトマスコット
マネージャーの役割をする小動物。クマ、ウサギ、ネコ、トリ、ハムスターの5種類が登場。
赤井めが姉ぇ、赤井めが兄ぃ
声 - 伊藤かな恵（めが姉ぇ）、諏訪部順一（めが兄ぃ）
Prism Stoneの店員として登場。めが姉ぇは前述の通り、後にプレイヤーキャラクターとしても登場する。
ちゃん子
声 - 赤﨑千夏
ファルルと声優が同じ関係上、読み込み画面で声のみ登場している。
ガァジラ
神2弾よりメイキングドラマ『大怪獣あらわる!! アイドル戦隊プリパレンジャーロックオン！』内にて登場。
ジュルル
玩具『ロゼットパクト』にて登場した赤ちゃん。育成することでファルル等のボーカルドールやジュリィに成長させてアーケード版筐体でプレイさせることが可能。
オリジナルボーカルドール
声 - 佐藤あずさ
玩具『ロゼットパクト』にてジュルルを育成し、成長すると登場するボーカルドール。プレイヤーは任意に名前を付けることができる。
よみプリちゃん
2017年4月2日によみうりランドにて行われるステージショーで貰えるプロモドリマイチケのキャラクター。赤色の髪に赤色の瞳をしている。
キャッチコピーは「空から飛んできたアイドル！」で、Twinkle Ribbonを好む。らぁらに憧れており、牡羊座で血液型はB型、よみうりランドの「バンデット」に乗ることが趣味という設定。

## 用語
プリパラタウン
ゲーム内の舞台となる場所。プリパラTV、ドリームシアター、Prism Stoneなどが存在する。神6弾までは「パラ宿」、タイム1弾からは「パパラ宿」のプリパラタウンがゲームに登場する。
アイドルランク
プリパラでの活動実績に応じたマイキャラのランク。
研究生→デビュー→メジャー→トップ→神アイドルの5段階に分かれており、それぞれのランクはさらに細分化されている。
ランクアップ時にプレゼントがもらえたり、トモチケを読み込んだときのボーナスなどにも影響する。
メイキングドラマ
ドリームシアターを除くステージの中盤で発動する特殊なアクション。過去の『プリティーリズム』シリーズにおけるプリズムジャンプに相当するが、演出面では『プリティーリズム・ディアマイフューチャー』のプリズムアクトに近い。
サイリウムチェンジ
ステージの終盤で発動する衣装の早変わりで、プリパス（1stシーズン）、サイリウムチャーム（2ndシーズン）、サイリウムジュエルマイク（3rdシーズン）を掲げて「サイリウムチェンジ！」と叫ぶと衣装が光輝くサイリウムコーデに変化する。
サイリウムタイム
タイム1弾よりサイリウムチェンジに代わって発動。アイドルタイムマイクを掲げて「サイリウムタイム！」と叫ぶと衣装が光輝くサイリウムコーデに変化する。またステージの観覧者が一緒にコールする演出も追加された。
エアリーチェンジ
ドリームシアター（アニメでは一部のプリパラライブも含む）の終盤で発動するアクション。サイリウムチャームを掲げて「エアリーチェンジ！」と叫ぶと通常のサイリウムチェンジの効果に加えて衣装から翼が生える。ルーレットの結果に応じて『サイリウムエアリー』『ゴールドエアリー』『プラチナエアリー』『ファイナルエアリー』にも変化する。
ドリームシアター
ゲーム2015、アニメ2ndシーズンで実装。モード選択後100円を追加投入する必要がある。
5人までのチーム結成が可能であり、序盤から背景に曲に沿ったホログラムが多用されていてメイキングドラマが存在しない、終盤でエアリーチェンジが発動する等、通常のプリパラライブとは大きく異なる。
プレイ後プリズムストーンショップでフルコーデを選択、後述のドリチケが排出される。
アイドルドリームグランプリ
2015 1stライブより登場したイベントステージ。新エリアのプリパラドリームシアターで、5人によるチームで行われる。
トモチケランウェイ
神3弾～神6弾までとタイム2弾以降選択可能。7枚までトモチケを読み込み計8人でライブができる。ゲームルールは3DS版とほぼ同等。
プリチケが排出されるが、100円を追加投入することで8人全員が登場する「ランチケ」に変更することもできる。
アンコールゲーム
2016年神1弾より導入されたボーナスステージ。通常のライブの後にランダムで自動的に発動し、必ずSR（スーパーレア）以上のレアカードが獲得できる。連動アイテムである「マイク」をスキャンした場合は必ずアンコールゲームに移行するが、その場合マイク専用コーデに変更される。
神チャレンジライブ
ゲームは2016年神1弾から登場のステージ。筐体版ではサイリウムジュエルマイク（後述）、家庭用ゲーム版では神レアを使用した場合は必ず発動する。
スーパーアイドルタイム
ゲームは2017年タイム1弾から登場のステージ。筐体版ではアイドルタイムマイク（後述）、家庭用ゲーム版では夢レアを使用した場合は必ず発動する。第3弾からは特定のアイドルがプレイヤーをスーパーアイドルタイムへ導く『エスコート』が追加された。
Switch版とオールアイドルシリーズでは両方登場する。
神アイドルグランプリ
神1弾～神6弾の間随時開催された公式大会。参加賞として「神コーデ」が1枚入手できた。
神アイドルグランプリファイナル
神6弾稼働中の2017年3月2日から3月31日の期間中、4回プレイした後選択できた限定ステージ。公式大会と同じステージ構成となり、専用のセリフやメイキングドラマは「ひらけクローゼット！そして誕生！神アイドル」固定など特殊な仕様であった。プレイ後に「神ティアラ」が排出された。
アイドルタイムグランプリ
タイム2弾より実施の公式大会。大会と同じ条件で挑戦しスコアを確認できる「れんしゅうモード」も搭載される。
タイム6弾では、アンコールライブが追加された。
タイム7弾では『ファイナルアイドルタイムグランプリ』が開催される。楽曲は『Memorial』、メイキングドラマは『み～んな集まれ！アイドルはじめる時間だよ！アイドルタイム夢オンリーワン！』に、それぞれ固定されている。
ずっトモ！アイドルペアモード
タイム2弾で追加される、プリパラ史上初となる「2人プレイ」モード。繰り返しプレイすることで限定コーデを入手できるほか、トモチケ部分が「ずっトモチケ」に変化する。
男プリモード
タイム5弾（12月28日）より追加予定のモード。WITHの3人でのプレイが可能で、印刷されるプリチケは同モードでのみ使用可能。
使用されるコーデは、タイム5弾では「ギャラティックコーデ」となる。メイキングドラマは「どんなときでも Always With You」固定。
クリスマスライブ
タイム5弾（12月27日まで）限定のモード。プレイ後にクリスマスコーデの入手が可能。
メモリアルライブ
タイム6弾にて登場。これまでのアイドルタイムプリパラシリーズのコーデが再度登場する。
プリパラコインショッピング
2017年タイム1弾より登場。ゲームのあとに入手できる『コイン』によって、様々なアイテムやトモチケスタンプやキャラのパーツ、語尾ボイス、曲などを購入することが可能。
トモチケスタンプ
2017年タイム1弾より登場。コインショッピングで購入して、マイキャラの表情とメッセージスタンプがついたトモチケを作れる。
おおあたり
2017年タイム3弾より登場。通常プレイ後にランダムでもう1枚プリチケが貰える。おおあたりのコーデはシーズンにより異なる。
プレミアムコレクション
2017年タイム3弾より登場。『きんのひびきぞう』『WITHポスター』『めがにぃのきょうぞう』の3種類をプロフィール画面に飾ることが出来る他、スペシャル仕様のトモチケスタンプも付いている。
ボーカルドール
ゲームでは、ロゼットパクトでジュルルから成長することで誕生する。アニメに登場するファルル、ガァルルの他、前述のオリジナルボーカルドールも登場する。

### アイテム・グッズ
プリチケ
ゲームで使われるチケット(カード)。排出時はトモチケとマイチケの2種が一枚になっており、切り離す(パキる)ことができる。
トモチケ
プリチケの上の部分。ともだちと交換してプレイ時読み込ませることで「チームメンバー」としてマイキャラを呼び出すことができる。らぁら達が呼び出せる「キャラトモチケ」もある。
マイチケ
プリチケの下の部分。マイキャラのセーブデータと着替えるためのコーデが記録されている。ゲームを続きから遊ぶ場合「最後に排出された」マイチケを読み込せる必要がある。
コーデチケ
マイチケを使わずにプレイしたときに排出されるコーデ専用のマイチケ。「トモチケ」がらぁらなどが登場する「キャラトモチケ」となり「マイチケ」部分がコーデチケになる。コーデチケにはマイキャラデータの情報は記載されず、専用のアイコンが付いて印刷される。
ドリームチケット
通称「ドリチケ」。通常より2倍の大きさのチケット。ドリマイチケは1枚でフルコーデになっており、ドリトモチケは「ペアモード」を除き、スキャン時のボーナスいいねが2倍になる。
ランチケ
神3弾からの「トモチケランウェイ」プレイ時に100円を追加投入すると選べる通常より2倍の大きさのチケット。ドリチケと異なり1種類のコーデのみ記録されるが、トモチケを読み込んだ分も含むプレイ時に登場したアイドル最大8人が反映される。
ずっトモチケ
「ずっトモ！アイドルペアモード」プレイ後に排出される特別なトモチケ。次回ペアモードプレイ時の「ずっトモチケスキャンタイム！！」中に読み込むとボーナスいいね！がもらえる。最新段のずっトモチケがあれば最大1200いいね！。ただしエントリーした相手の名前が入ったずっトモチケをスキャンする必要がある。
ミルフィーコレクション
店頭で購入するコーデチケ。透明になっており重ねることで着せ替え遊びができる。
重なった状態でもマルチスキャナーを使って3部位同時にスキャンで可能。
市販のミルフィーコレクションでモデルに起用されているキャラクターが4名おり、それぞれアニメに登場しているが坂上にいなだけはアニメで「栄子」と全く違う名前である。
ジュエル
神1弾より登場。前作の「プリズムストーン」を薄くしたような形の連動アイテム。スキャンすることでいいね！ポイントが上がる「アゲアゲアイテム」として認識される。
トイとも連動し、神1弾～神6弾で登場したものは「ジュエルマイク」で、タイム1弾以降に登場したものは「タイムマイク」と連動する。
神ジュエル
限定レア「神レア」のジュエル。特典やガチャガチャが付いたプリパラ筐体「神ガチャスポット」で入手する。
プリチケバッグ
カバン型のプリチケ収納バッグ。
プリチケみせかわバッグ
2017年4月1日に発売された新型の収納バッグ。バッグが透明になっており、中身を見せることが可能。
クローゼットトランク
2016年4月に発売された収納ケース。ジュエルやサイリウムジュエルマイクも収納可能。
プリパス（プリパス アイドルリンク）
2014 1stより登場。サイリウムチェンジを行う際に登場するスマホ型のアイテム。
トイではQRコードとwi-fi通信を利用してゲーム筐体と通信が可能。コーデリンクによるデータ連動やプリパスで写真を撮りゲーム本体とフォトリンクしてプリントさせることができた。SDカードによる写真保存とデータ拡張に対応。
サイリウムミラクルパクト
プリパスのリニューアルモデル。サイリウムチャームとの連動機能や登場するコーデの種類が増えた。データ拡張には非対応。
Cyalume Charm（サイリウムチャーム）
2015 1stライブより登場。サイリウムチェンジ時に用いるチャーム型のアイテム。
トイではゲーム連動アイテムとして、ゲーム筐体と通信が可能。サイリウムチャーム専用コーデが使用できるようになる。またゲーム中の音楽やミラクルパクトを使いライブパワーを貯める事で専用コーデが進化する機能もある。
サイリウムジュエルマイク
神1弾より登場。サイリウムチェンジ時に用いるマイク型のアイテム、
トイでは2016年4月2日発売。神6弾までのジュエルをセットすることによりマイク内のアイドルランクが上がり、アーケードゲームと連動しランクごとの8パターンのマイク限定コーデが使用できる。
サイリウムタクト
神1弾より登場。神チャレンジライブ時にマイクと合体するタクト型アイテム。
トイでは2016年10月29日発売。ジュエルマイクと合体させることで「神アイドルライブ」を再現することができる。ゲーム連動機能は付いていないが「神コーデ」の色違いバージョン5種のプリチケやジュリィの神ジュエルが特典として入手できた。
アイドルタイムマイク
タイム1弾より登場。サイリウムタイムを使う際に使うマイク型のアイテム。
トイでは2017年4月1日に発売。機能は「ジュエルマイク」とほぼ同等でタイム1段以降のジュエルに対応。アーケードゲームとも連動する。
姉妹アイテムとして、ファララ専用のアイドルタイムマイク「ファララマイク」も存在する。トイでは2017年9月7日に発売。
アイドルタイムハープ
ファララのアイテム。トイでは2017年10月5日に発売予定。アーケードゲームとも連動する他、ハープスイッチによるハープ演奏機能もある。
ロゼットパクト
ジュルルをボーカルドールに育てトモチケとしてゲームに連動する育成型液晶ゲーム。2016年7月14日にらぁらVer.とジュリィVer.の2種類で発売。
育成次第でファルルやガァルルなどへも育成が可能。
アイドルウォッチ
ロゼットパクトのアイドルタイム版。2017年7月6日発売。
トイではジュエルを読み込むとアニメのシーンを再現できる他、マスコットとコミュニケーションを取ることでゲームと連動するトモチケが入手可能になる予定。
スーパーサイリウムコーデ
低確率で排出される高レアリティのカード。レア度は「SCR」。神1段以降はアンコールゲーム挑戦後に排出しやすくなるよう改訂された。
ミステリーコーデ
低確率で排出される高レアリティのカード。レア度は「MR」。神1段以降はアンコールゲーム挑戦後に排出しやすくなるよう改訂された。
神コーデ
神1弾～神6弾のアンコールゲーム「神チャレンジライブ」で排出された限定カード。レア度は「神レア」。コーデ名に「神」とつく5種のコーデを神6段までに入手したプレイヤーには「ジュリィのかみがた」のマイキャラパーツが解禁される特典があった。
夢レアコーデ
アンコールゲーム「スーパーアイドルタイム」でタイム2段以降排出される限定カード。レア度は「夢レア」。夢レアコーデをスキャンすると夢カメラ対応曲でライブ中に専用演出が用意される。コーデ名に「時の～」とつく5種のコーデを入手したプレイヤーには「ファララ」のマイキャラパーツが解禁される特典もある。

### ブランド
ここではブランドに対応するメイキングドラマも纏める。なお、ブランド無しならびに『プリティーリズム』のコーデ（Prism Stone、Dear Crownは除く）は「Let’s Go プリパラ」となるほか、『ドリームパレードドレス』の名称がつくドレスを着た場合は「プリパラドリームファンタジア」がメイキングドラマとして選択される。トモチケランウェイでは「夜空のムーンライトトラベリング」、「みんなで遊ぼ！プリパラヒルズ！」、「未来へ加速 ウィーアープリパラ！」の中から選択される。曲によってはブランド関係無しにメイキングドラマが固定になるものも存在する（後述）。
メイキングドラマは3DS版第1作では期間限定のものを除く1stシーズンに登場したもののみが登場し、シルキーハートは「ときめきプレゼントフォーユー」、ホリックトリッククラシックは「かいほうオトメヴァルキュリア」、キャンディアラモードモアは「もぎたて！ スイーツパーク！」、ココフラワーとブリリアントプリンスはブランド無しと同じ「Let’s Go プリパラ」になっている。
| ブランド                                              | 概要 | 主に使用するキャラ                        | 登場ライブ | イチオシ期間 | メイキングドラマ |
| ----------------------------------------------------- | --- | ----------------------------------------- | --- | --- | --- |
| Twinkle Ribbon （トゥインクルリボン）                 | ラブリー系ブランド。 リボンやフリルを多用しているのが特徴。 | らぁら                                    | 2014 1stライブ7月 | 2014 1stライブ7月 | - ときめきプレゼントフォーユー - あなたのもとへ！ ラブリーフラワーシンデレラ - トリトリ！ ハロウィンパーティー！（期間限定） - とびっきりサプライズプレゼントフォーユー - ホーリーホワイトヴァルキュリア!!（期間限定、タイム5弾から） |
| Candy Alamode （キャンディアラモード）                | ポップ系ブランド。 カラフルで元気いっぱいのイメージを基調としている。 | みれぃ                                    | 2014 1stライブ7月 | 2014 1stライブ8月 | - もぎたて！ スイーツパーク！ - はじめよう！ なかよしスイーツパーティー！ - 実りの！ オータムスイーツ！（期間限定） - ポップンサニーデイソーダ モギュッとギュッと！                                                                   |
| Holic Trick （ホリックトリック）                      | クール系のブランド。 いわゆるゴスロリ系で、黒を基調としている。 | そふぃ                                    | 2014 1stライブ9月 | 2014 1stライブ9月 | - かいほうオトメヴァルキュリア - めくるめく！ プリパラペディアラビリンス - ホーリーホワイトヴァルキュリア!!（期間限定） - 咲き乱れ 恋の風吹く 蝶の舞                                                                                  |
| Baby Monster （ベイビーモンスター）                   | クール系のブランド。 紫を基調とし、随所にチェーンやスタッズが用いてロックやパンク・ファッションを意識したものになっている。                                                        | シオン                                    | 2014 2ndライブ10月 | 2014 2ndライブ10月 | - ステレオ全開！ 2×3=ロック！ - Rock'nジェットショーONAIR - 大怪獣あらわる!! アイドル戦隊プリパレンジャーロックオン！ - トリトリ！ ハロウィンパーティー！（期間限定、タイム4弾から）                                                  |
| Fortune Party （フォーチュンパーティ）                | ポップ系のブランド。 チアガールのコスチュームや水兵風のセーラー服、テレビアニメ第18話でのマーチングバンド風の衣装など、様々な制服がモチーフになっている。                          | ドロシー レオナ                           | 2014 2ndライブ11月 | 2014 2ndライブ11月 | - 全力ダッシュ!! とばせバルーン！ - ウキウキ！ フォーチュンリゾート！ - ずっとともだち！青春ジャンピンスナッピン！ |
| Marionette Mu （マリオネットミュー）                  | ラブリー系のブランド。 レースや宝石などプリンセス気分になれる服を展開している。 | ファルル ガァルル                         | 2014 2ndライブ12月 | 2014 2ndライブ12月 2015 4thライブ 11月                                                                                                   | - フローズンキャッスルミラージュ！ - 届けたい！ チックタックフラワー！ - ようこそ！ スイートハッピーマイルーム |
| Dreaming Girl （ドリーミングガール）                  | ミルフィーコレクションに登場するおとぎ話の世界をイメージしたプレミアム系のブランド。                                                                                               |                                           | | | - とびだす！ ポップアップドリーム！ - 夢見るロマンティックギフト |
| Prism Stone （プリズムストーン）                      | プレミアム系のブランド。 星や眼鏡をモチーフにしたコーデが多くあり、コズミックアンタレスコーデなど星の名前が入っているものもある。 また、クマクマコーデなどリクエストコーデもある。 | コスモ めがねぇ みあ                      | 2014 - 2015 3rdライブ1月 | 2014 - 2015 3rdライブ1月 | - ネオンライトルーレット！ - みんな大好き！ ホッピンフレンズメモリアル！ - きらめきフューチャースター |
| Silky Heart （シルキーハート）                        | ラブリー系のブランド。 天使がモチーフのラブリーな魔法少女をイメージされたデザイン。                                                                                                | みかん                                    | 2015 1stライブ4月 | 2015 1stライブ4月 2015 1stライブ5月 | - フレッシュ！ しあわせエンジェルアラモード |
| Holic Trick classic （ホリックトリック クラシック）   | クール系のブランド。 悪魔をモチーフにしたダークでミステリアスなデザイン。 | あろま                                    | 2015 2ndライブ6月 | 2015 2ndライブ6月 2015 2ndライブ7月 | - しんぴのアメイジングミュージアム！ |
| Coco Flower （ココフラワー）                          | ナチュラル系のブランド。 花や動物をモチーフにしたカントリー調なデザイン。 | ふわり                                    | 2015 3rdライブ8月 | 2015 3rdライブ8月 2015 3rdライブ9月 | - 不思議の泉のオーケストラ |
| Candy Alamode more （キャンディアラモードモア）       | ポップ系のブランド。 パッチワークや絵具などをモチーフにしたカラフルなデザイン。 | あじみ                                    | 2015 4thライブ10月 | 2015 4thライブ10月 | - チョキチョキ！ ぬいぐるみ王国！ |
| Brilliant Prince （ブリリアントプリンス）             | セレブ系のブランド。 王子系の衣装が特徴。 | ひびき                                    | 2015 5thライブ12月 | 2015 5thライブ12月 | - サファイア革命純真乱舞 |
| Rosette Jewel （ロゼットジュエル）                    | クール、ポップ、ラブリー、プレミアムの複数のタイプで構成されたブランド。 | TRiANGLE （のん） ジュリィ ジャニス       | 神1弾 レッツ神チャレンジ！ | 神1弾 レッツ神チャレンジ！ | - ひみつのワンダフルスコープ - 星の彼方のコンチェルト |
| LOVE DEVI （ラブデビ）                                | クール系ブランド。 小悪魔をイメージとしている。 | Gaarmageddon （あろま、みかん、ガァルル） | 神3弾 われらガァルマゲドン！ | 神3弾 われらガァルマゲドン！ | - いたずらマカロンファクトリー |
| Dear Crown （ディアクラウン）                         | セレブ系ブランド。 和風やアジアン系をモチーフとしている。 | ちり                                      | 神4弾 とうじょう！ちり&ペッパー！ | 神4弾 とうじょう！ちり&ペッパー！ | - 千夜一夜シークレットMIYABI |
| Sunny Zoo （サニーズー）                              | ナチュラル系ブランド。 動物をモチーフとしている。 | ペッパー                                  | 神4弾 とうじょう！ちり&ペッパー！ | 神4弾 とうじょう！ちり&ペッパー！ | - ZOO ZOO TOWNカーニバル |
| Twinkle Ribbon Sweet （トゥインクルリボンスウィート） | ラブリー系ブランド。 白や水色、薄ピンクなどのパステルカラーをモチーフとしている。                                                                                                  | のん                                      | 神5弾 デビュー！のんと女神ジュリィ！ | 神5弾 デビュー！のんと女神ジュリィ！ | - 新発売 プリパラスイーツ「ふわトロりん」 |
| Fantasy Time （ファンタジータイム）                   | ラブリー系ブランド。 メルヘン系をモチーフとしている。 | ゆい                                      | タイム1弾 ゆめかわ！ゆいデビュー！ | タイム1弾 ゆめかわ！ゆいデビュー！ | - ゆめかわ!マジッククロックランド |
| NeonDrop （ネオンドロップ）                           | ポップ系ブランド。ネオンカラーを多用したスポーティな衣装が特徴。 | にの                                      | タイム2弾 ちゃっす！にのとうじょう！ | タイム2弾 ちゃっす！にのとうじょう！ | - ピコピコ!ポップンビットスクランブル |
| MeltyLily （メルティリリィ）                          | クール系ブランド。大人っぽく花を多く使った衣装が特徴。 | みちる                                    | タイム3弾 むりです！みちるとガァルマゲドン！                                                                                             | タイム3弾 むりです！みちるとガァルマゲドン！                                                                                             | - 絶対的誘惑アーチマジック |
| RichVenus （リッチヴィーナス）                        | セレブ系ブランド。金や宝石、羽根など高級素材を使用したコーデが特徴。 | しゅうか                                  | タイム4弾 リッチヴィーナス!しゅうかですわ！                                                                                              | タイム4弾 リッチヴィーナス!しゅうかですわ！                                                                                              | - 1億カラットのめざめ かがやくスパンコールヴィーナス |
| Clockgarden （クロックガーデン）                      | プレミアム系ブランド。時計をモチーフとしている。 | ファララ ガァララ                         | 『アイドルウォッチ』限定排出及び3DS版ゲーム『夢オールスターライブ!』の特典にて先行登場。 タイム5弾 いいぜ！ファララ&WITHにて正式に追加。 | 『アイドルウォッチ』限定排出及び3DS版ゲーム『夢オールスターライブ!』の特典にて先行登場。 タイム5弾 いいぜ！ファララ&WITHにて正式に追加。 | - めばえのグローイングツリー - 花咲くファンタスティックナイト |
| FantasyTime Dream （ファンタジータイムドリーム）      | FantasyTimeの派生ブランドとなるラブリー系ブランド。 | ゆい                                      | タイム6弾 いっちばーん!ガァララとみあ!                                                                                                   | タイム6弾 いっちばーん!ガァララとみあ!                                                                                                   | - み～んな集まれ！アイドルはじめる時間だよ！アイドルタイム夢オンリーワン！ |

共通メイキングドラマ
タイム1弾より登場。特定のブランドを使用するとランダムで見ることの出来るメイキングドラマ。
| ブランド                                              | メイキングドラマ                                   |
| ----------------------------------------------------- | -------------------------------------------------- |
| Twinkle Ribbon Candy Alamode Holic Trick              | - ハロー!あおぞらスマイルスパークリング            |
| Baby Monster Fortune Party                            | - 響け!スウィングマーチメロディ                    |
| LOVE DEVI Holic Trick classic SilkyHeart MarionetteMu | - イケイケ！ドッキリG級たからじま                  |
| Fantasy Time NeonDrop MeltyLily                       | - ポップ！ステップ！ジャンプ！ 天まで届け MY☆DREAM |

『ずっトモ！アイドルペアモード』限定メイキングドラマ
タイム2弾より登場。成功度に応じてメイキングドラマが異なっている。
| 結果                                               | メイキングドラマ                                                                                           |
| -------------------------------------------------- | --- |
| 「がんばって！」 「せいこう！」 「だいせいこう！」 | - 2人のムーンライトトラベリング                                                                            |
| 「超だいせいこう！」                               | - 運命のはじめまして！ガールミーツガール - ずっトモミラクルハイタッチ - ドキドキ!プリパラTVスタジオ生放送! |

## 収録曲
テレビアニメ未出楽曲の一部の作詞・作曲・編曲は後述するCDおよび3DS版のクレジットに記載されている。

★印は『トモチケランウェイ』でのプレイ可能楽曲。

☆印は『ずっトモ！アイドルペアモード』でのプレイ可能楽曲。

♪印は『クリスマスライブ』（タイム5弾のみ）でのプレイ可能楽曲。

●印は『男プリモード』でのプレイ可能楽曲。

### CD
筐体初出の楽曲およびそのソロバージョン、筐体のBGMを収録したアルバムが発売されている。
| 発売日         | タイトル                            | 規格品番  | 備考                                                                          |
| -------------- | ----------------------------------- | --------- | ----------------------------------------------------------------------------- |
| 2017年1月2日   | PriPara Music Collection vol.1      | TTPP-0001 | PrismStone店舗、イベント会場限定販売                                          |
| 2017年1月2日   | PriPara Music Collection vol.2      | TTPP-0002 | PrismStone店舗、イベント会場限定販売                                          |
| 2017年8月5日   | Game PriPara Music Collection vol.3 | TTPP-0003 | PrismStone店舗、東京駅「いちばんプラザ」限定販売                              |
| 2017年12月16日 | Game PriPara Music Collection vol.4 | TTPP-0004 | PrismStone店舗、東京駅「いちばんプラザ」限定販売                              |
| 2018年3月25日  | Game PriPara Music Collection vol.5 | TTPP-0005 | PrismStone店舗限定販売                                                        |
| 2018年6月30日  | Game PriPara Music Collection vol.6 | TTPP-0006 | PrismStone店舗限定販売                                                        |
| 2018年9月22日  | Game PriPara Music Collection vol.7 | TTPP-0007 | PrismStone店舗限定販売                                                        |
| 2020年3月20日  | GAME PriPara BEST                   | TTPP-0008 | PrismStone店舗限定販売 Vol.1 - 7収録曲のうち、BGM・ソロ・カラオケ以外を収録。 |

## メディア展開

### 家庭用ゲーム
いずれもゲームシステムやマイキャラ作成はアーケード版とほぼ同様である。
プリパラ めざせ！アイドル☆グランプリNo1!
2015年10月22日に発売されたニンテンドー3DS用ゲームソフト。
プリパラ めざめよ！ 女神のドレスデザイン
プリパラ めざめよ！ 女神のドレスデザイン ゴージャスパック
2016年11月10日に発売されたニンテンドー3DS用ゲームソフト。同日に初回限定で、「プリパラフィギュアらぁらミステリーレアVer」と「限定 神ジュエル(ひびき・ふわり・ファルル)」が封入された『プリパラ めざめよ！ 女神のドレスデザイン ゴージャスパック』が発売された。
アイドルタイムプリパラ 夢オールスターライブ！
アイドルタイムプリパラ 夢オールスターライブ！ ゴージャスパック
2017年10月26日に発売されたニンテンドー3DS用ゲームソフト。同日に初回限定で「限定缶バッジ8コセット」と「限定プロモプリチケ5枚セット」が封入された『アイドルタイムプリパラ 夢オールスターライブ！ ゴージャスパック』が発売された。
本作では「ダンプリモード」が実装され、実際にダンプリのプレイが体験できる。
さらに、本作と連動して夢デザインコンテストも開催された。本作で作成してドリトモチケ化して郵送されたコーデから、筐体やアニメに3月中旬に抽選で3コーデ登場された。
プリパラ オールアイドルパーフェクトステージ！
2018年3月22日に発売されたNintendo Switch用ゲームソフト。ストーリーモードではマイキャラでプレイする『オリジナルストーリー』の他、アニメの内容に基づいた物語をプレイする『アニメストーリー』を収録。『オリジナルストーリー』では、次作『キラッとプリ☆チャン』から桃山みらいが登場する。
この他、ニンテンドー3DSソフト『プリパラ&プリティーリズム プリパラでつかえるおしゃれアイテム1450!』（2015年3月19日発売）に、らぁら、コスモ、クマが登場している。

### スマートフォン用アプリ
プリパラ プリチケメーカー
2015年7月よりAndroid、同年10月よりiOSで配信開始。開発・発売はシンソフィア。過去に筐体で使用したコーデや、用意されているポーズなどを自由に組み合わせ、筐体と連動させることでゲームプレイ後に指定したコーデ・ポーズのプリチケが排出される。
2016年11月30日にサービス終了となり、今後は2017年プリパラプロジェクトに向けて新たなアプリを準備中としている。
プリパラ プリパズ
2016年9月6日よりAndroid、同年9月11日よりiOSで配信開始されたパズルゲーム。当初は2016年8月から配信予定であったが、品質向上・語尾ボイス拡充のために配信開始が延期された。
2018年5月7日をもってサービス終了。
アイドルランドプリパラ
2023年8月17日よりAndroid、iOSで配信開始。

### 特別開校！ プリパラスクール
『特別開校！ プリパラスクール』（とくべつかいこう プリパラスクール）は2014年4月5日から6月14日まで放送された『プリティーリズム・オールスターセレクション』と7月5日のアニメ『プリパラ』放送開始までの間に当たる6月21日・28日の2週にわたり放送された特別編成の情報番組である。
プリパラスクールの校長役によゐこの濱口優、教頭役にムートン伊藤が登場し、臨時講師役のi☆Ris、生徒会役のPrizmmy☆、新入生役のプリズム☆メイツから『プリパラ』のアニメやゲーム、ファッションブランドについて教わるという内容になっている。濱口優は番組内の企画でアニメ第1話のアフレコに参加し、フォカッチャを注文する常連客のおじさん役で特別出演した。
| テレビ東京系列 土曜10:00枠                                            | テレビ東京系列 土曜10:00枠                           | テレビ東京系列 土曜10:00枠                |
| 前番組                                                                | 番組名                                               | 次番組                                    |
| --------------------------------------------------------------------- | ---------------------------------------------------- | ----------------------------------------- |
| プリティーリズム・オールスターセレクション （2014年4月5日 - 6月14日） | 特別開校！ プリパラスクール （2014年6月21日 - 28日） | プリパラ （2014年7月5日 - 2015年9月26日） |

### アニメ
2024年4月時点でテレビシリーズは2本（いずれもテレビ東京および系列局、BSジャパンなどで放送）、Webアニメシリーズは1本、劇場版は4本制作されている。
また、アニメ版を基にライブミュージカル・漫画・小説化がされている（詳細はアニメ版の記事のライブミュージカル、関連商品の節を参照）。

#### テレビアニメ
| タイトル               | 放送期間                     |
| ---------------------- | ---------------------------- |
| プリパラ               | 2014年7月5日 - 2017年3月28日 |
| アイドルタイムプリパラ | 2017年4月4日 - 2018年3月27日 |

#### Webアニメ
| タイトル               | 配信期間                       |
| ---------------------- | ------------------------------ |
| アイドルランドプリパラ | 2021年11月26日 - 2024年4月24日 |

#### 劇場アニメ
| タイトル                                                    | 説明 |
| ----------------------------------------------------------- | --- |
| 劇場版プリパラ み〜んなあつまれ！プリズム☆ツアーズ          | テレビアニメ第1作の放送開始から1か月後の8月9日にアニメ映画化が発表され、2015年3月7日に40スクリーンで公開した。プリティーリズムシリーズとのクロスオーバー作品でもある。 |
| とびだすプリパラ み〜んなでめざせ！アイドル☆グランプリ      | 2015年10月24日に公開された3D映画。 |
| 映画プリパラ み〜んなのあこがれ♪レッツゴー☆プリパリ         | 2016年3月12日に公開されたシリーズ初となる全編オリジナルストーリーの劇場版。                                                                                            |
| 劇場版プリパラ み〜んなでかがやけ!キラリン☆スターライブ!    | 2017年3月4日から公開された。 |
| 劇場版プリパラ&キラッとプリ☆チャン きらきらメモリアルライブ | 2018年5月5日から公開された。『キラッとプリ☆チャン』およびプリティーリズムシリーズとのクロスオーバー作品でもある。                                                      |

### インターネットラジオ

#### プリパラジオ
2019年2月19日から期間限定で「響 - HiBiKi Radio Station -」にて隔週で配信された。パーソナリティは毎回異なるチームが担当した。構成作家は三重野瞳。全7回。
2019年6月30日にはWITHのCD発売と単独ツアーを記念して、番外編が配信された。
配信リスト
| 回     | 配信日        | パーソナリティ |
| ------ | ------------- | -------------- |
| 1      | 2019年2月19日 | SoLaMi♡SMILE   |
| 2      | 2019年3月5日  | Dressing Pafé  |
| 3      | 2019年3月19日 | Gaarmageddon   |
| 4      | 2019年4月2日  | Tricolore      |
| 5      | 2019年4月16日 | NonSugar       |
| 6      | 2019年4月30日 | WITH           |
| 7      | 2019年5月14日 | MY☆DREAM       |
| 番外編 | 2019年6月30日 | WITH           |

### 公式ファンブック
小学館より発売。
プリパラ
- デビュー号（2014年7月15日発売）
- 1st&2ndライブ号（2014年10月9日発売）
- 3rdライブ号（2015年1月16日発売）
- 2015 DREAM 1（2015年4月11日発売）
- 2015 DREAM 2（2015年7月17日発売）
- 2015 DREAM 3（2015年10月22日発売）
- 2016 DREAM S（2016年1月28日発売）
- 2016 神アイドル SEASON1（2016年4月8日発売）
- 2016 神SEASON 2（2016年7月15日発売）
- 2016 神SEASON 3（2016年10月7日発売）
- 2016 神SEASON 4（2016年12月2日発売）
- 2017 神SEASON 5（2017年2月3日発売）

アイドルタイムプリパラ
- 2017 SEASON1（2017年4月3日発売）
- 2017 SEASON2（2017年6月2日発売）
- 2017 SEASON3（2017年8月4日発売）
- 2017 SEASON4（2017年10月5日発売）
- 2017 SEASON5（2017年12月7日発売）
- 2017-2018 SEASON6（2018年2月1日発売）

### キャラクターショップ
前作である『プリティーリズム』シリーズより引き継がれたキャラクターショップ。当初は『Prism Stone』と『プリパラキャラクターショップ』が併存していたが、後に『Prism Stone プリパラショップ』に統一された。『アイドルタイム』終了後は『Prism Stone』名義となった。

#### 投票企画
ドリームチーム選抜総選挙
2017年12月23日 - 2018年2月28日に開催された投票企画。投票の結果により、2018年6月23日に1 - 3位のドロシー、ひびき、あろまで結成された「ドロマゲドン・ひ」のグッズが、2018年7月28日に4 - 6位のらぁら、みれぃ、のんで結成された「ま～ぶるみらぁのんず」のグッズが発売された。なお、「ドロマゲドン・ひ」についてはエイベックス・ピクチャーズ主催のライブイベント『み～んなでキラッとプリティーライブ2018』において、新曲「スター☆ア・ラ・カルト」を披露している。

### ファンクラブ
『プリパラ公式親衛隊』と言うファンクラブが2015年8月16日に発表され、同年10月1日から2016年10月31日まで運営されていた。その後、2016年11月8日に再始動が発表され、『アイドルタイムプリパラ応援隊 モバイルファンクラブ』として2017年4月1日から2018年3月31日まで運営された。

## コラボレーション
- 2014年12月 - 同じくタカラトミーが展開している『リカちゃん』から、らぁらをモチーフとしたリカちゃん人形『プリパラらぁらリカちゃん』が発売された[80]。
- 2015年12月 - 東京消防庁の消防少年団募集のポスターのキャラクターに起用された[81]。
- 2016年
  - 神3弾 - 『すみっコぐらし』とコラボレーションしたコーデが登場した[82]。
  - 10月 - 『魔法の天使クリィミーマミ』とコラボレーションしたコーデが登場した[83]。
- 2017年 
  - タイム2弾 - 『名探偵コナン』とコラボレーションしたコーデが登場した[84]。
  - 2017年8月11日～8月27日、9月1日～9月18日 - モーリーファンタジーのキャラクターとのコラボレーション。8月11日～8月27日は『ララちゃん』、9月1日～9月18日は『ウララちゃん』とコラボしたコーデが登場[85]。
  - タイム4弾、5弾 - 『初音ミク』とコラボレーションしたコーデと楽曲が登場した[86][87]。第5弾ではプレイキャラとしても登場。